# مسجد جامع موغار
مسجد جامع موغار مربوط به دوره قاجار است و در شهرستان اردستان، بخش مرکزی، روستای موغار واقع شده و این اثر در تاریخ ۱۰ خرداد ۱۳۸۲ با شمارهٔ ثبت ۹۰۲۲ به‌عنوان یکی از آثار ملی ایران به ثبت رسیده است.